# Ostrowiec Świętokrzyski
Ostrowiec Świętokrzyski est une ville de la voïvodie de Sainte-Croix en Pologne.

## Sports
- KSZO Ostrowiec Świętokrzyski - Football
- Club de Tennis Ostrowieckie SINET - Tennis
- Club des élèves Sports Quatre - Athlétisme
- Des élèves Sports Club Gump - Futsal
- Simple élèves Club Sports - Volley-ball
- Club d'Échecs HETMAN - Echecs

## Jumelages
- Gennevilliers
- North Lincolnshire
- Scunthorpe
- Bila Tserkva
- Pineto
- Bekabad